# Христианство в Норвегии
Христианство в Норвегии — самая распространённая религия в стране.
По данным исследовательского центра Pew Research Center в 2010 году в Норвегии проживало 4,21 млн христиан, которые составляли 86,2 % населения этой страны. Энциклопедия «Религии мира» Дж. Г. Мелтона оценивает долю христиан в 2010 году в 91,4 % (4,37 млн верующих).
Крупнейшим направлением христианства в стране является протестантизм. В 2000 году в Норвегии действовало 2,7 тыс. христианских церквей и мест богослужения, принадлежащих 70 различным христианским деноминациям.
Помимо норвежцев, христианами также являются большинство живущих в стране поляков, саамов, шведов, немцев, литовцев, датчан, русских, сербов, финнов и др.
Христианский совет Норвегии был создан в 1992 году и объединяет католиков, православных и протестантов. Церковь Норвегии является членом Всемирного совета церквей. Консервативные евангельские церкви страны объединены в Норвежский совет по миссии и евангелизации, связанный со Всемирным евангельским альянсом.